# یوزف تراچ
یوزف تراچ (لهستانی: Józef Tracz؛ زادهٔ ۱ سپتامبر ۱۹۶۴) کشتی‌گیر اهل لهستان بود.